# 新创路街道
新创路街道是中华人民共和国贵州省貴陽市乌当区下辖的一个街道办事处。

## 行政区划
新创路街道下辖以下村级行政区划单位：
新竹社区、新创社区、新联社区、新泉社区、新业社区、新欣社区、清溪社区。